# Kocahasanlı
Kocahasanlı ist ein Ort an der Mittelmeerküste im Bezirk Erdemli der türkischen Provinz Mersin. Seit einer Gebietsreform 2014 ist der Ort keine Gemeinde mehr, sondern ein Ortsteil des Bezirkszentrums Erdemli.
Kocahasanlı liegt im Süden des Landkreises an der Fernstraße D 400, etwa 4 Kilometer südwestlich von Erdemli und 40 Kilometer südwestlich der Provinzhauptstadt Mersin. Der Ort lebt größtenteils von der Landwirtschaft und vom Tourismus.
Etwa drei Kilometer westlich von Kocahasanlı mündet der Limonlu Çayı (antik Lamos) ins Meer, der im Altertum die Grenze zwischen dem Ebenen (Kilikia Pedias) und dem Rauen Kilikien (Kilikia Tracheia) bildete. In Kocahasanlı zweigt eine Straße ins Landesinnere in Richtung Güzeloluk nach Norden von der Durchgangsstraße ab und passiert dabei die Dörfer Üçtepe, Çiriş, Gücüş und Arslanlı. Hinter Üçtepe führt eine Seitenstraße zur antiken Siedlung von Köşkerli. In Arslanlı führt eine weitere Straße nach Westen parallel zum Lamostal, über die man die Ruinenstätten Üçayaklı, Yeniyurt Kalesi, Veyselli und Tapureli erreicht.